# Охеда, Сантьяго (дзюдоист)
Сантьяго Охеда Перес (исп. Santiago Ojeda Pérez; 29 августа 1944, Гальдар, Канарские острова — 3 марта 1997, Лас-Пальмас) — испанский дзюдоист. Участник летних Олимпийских игр 1972 года, чемпион Европы 1973 года, серебряный призёр чемпионата Европы 1971 года, бронзовый призёр чемпионата Европы 1972 года.

## Биография
Сантьяго Охеда родился 1 июля 1944 года в испанском городе Гальдар.
Десять раз становился чемпионом Испании по дзюдо (1966—1967, 1970—1977).
Трижды выигрывал медали чемпионата Европы: в 1971 году в Гётеборге серебряную в абсолютной категории, в 1972 году в Ворбурге — бронзовую в весовой категории свыше 93 кг, в 1973 году в Мадриде — золотую в том же весе.
Дважды становился чемпионом Средиземноморских игр в абсолютной категории — в 1971 году в Измире и в 1975 году в Алжире.
В 1972 году вошёл в состав сборной Испании на летних Олимпийских играх в Мюнхене. В весовой категории свыше 93 кг проиграл в четвертьфинале на 6-й минуте Клаусу Глану из ФРГ. В абсолютной категории уступил в 1/8 финала Масатоси Синомаки из Японии.
Умер 3 марта 1997 года в испанском городе Лас-Пальмас-де-Гран-Канария.